# Xylophanes salvini
Xylophanes salvini är en fjärilsart som beskrevs av Druce 1881. Xylophanes salvini ingår i släktet Xylophanes och familjen svärmare. Inga underarter finns listade i Catalogue of Life.